# Supereroi (Ultimo)
Supereroi è un singolo del cantautore italiano Ultimo, pubblicato il 10 dicembre 2021 come sesto estratto dal quarto album in studio Solo. Il brano è la colonna sonora dell'omonimo film di Paolo Genovese.

## Descrizione
A proposito del brano Ultimo ha dichiarato:

## Video musicale
Il 9 dicembre 2021 è stato pubblicato sul canale YouTube del cantante il videoclip ufficiale del brano, diretto da Paolo Genovese. Il videoclip alterna momenti in cui il protagonista è lo stesso Ultimo a scene tratte dal film con gli attori principali Alessandro Borghi e Jasmine Trinca. Il video, così come il film, è stato girato a fine 2019 a Milano.
Nell'annunciare l'uscita del videoclip, l'artista ha raccontato:
Il video musicale ha vinto il Premio Roma Videoclip 2022 come videoclip dell'anno.

## Classifiche
| Classifica (2021) | Posizione massima |
| ----------------- | ----------------- |
| Italia            | 66                |